# Muhammad Abd as-Salam Faradsch
Muhammad Abd as-Salam Faradsch (auch Abd al-Salam Farag oder Abdessalam Faraj, arabisch ﻣﺤﻤﺪ عبد السلام ﻓﺮﺝ, DMG Muḥammad ʿAbd as-Salām Faraǧ; * 1952 oder 1954 in ad-Dilnidschat, Gouvernement al-Buhaira in Unterägypten; † 15. April 1982 in Kairo) war ein ägyptischer Revolutionär und radikalislamischer Theoretiker. Er leitete die Kairoer Zelle der ägyptischen Terrororganisation al-Dschihad und trug mit der von ihm mitverfassten Schrift Die vernachlässigte (Glaubens-)Pflicht (al-Farīḍa al-ghāʾiba, 1981) maßgeblich zur Formulierung und Ausbreitung einer militanten dschihadistischen Ideologie bei. Er wurde 1982 aufgrund seiner Beteiligung an der Ermordung des ägyptischen Präsidenten Anwar as-Sadat hingerichtet.

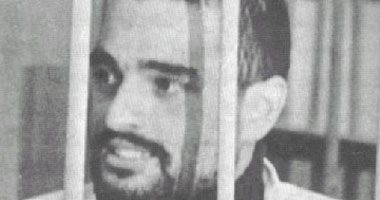
Abd as-Salam Faradsch

## Leben
Muhammad Abd as-Salam Faradsch wurde im Dorf ad-Dilnidschat im nordägyptischen Gouvernement al-Buhaira geboren. Faradsch studierte Elektrotechnik und arbeitete zunächst in der Verwaltung der Universität Kairo. Mit der Formierung der sunnitischen Terrorgruppe, die später als al-Dschihad bekannt wurde, begann Faradsch 1979. Als Redner scharte Faradsch zahlreiche Anhänger in Moscheen um sich. Mit Unterstützung seiner engsten Gefolgsleute entwickelte er sich innerhalb von zwei Jahren zum Anführer eines losen Verbunds von etwa fünfzig revolutionären Zellen in Ägypten. Diese Terrorzellen, zu deren Leitern unter anderem Aiman az-Zawahiri zählte, entwickelten zwar eine gemeinsame Strategie, bewahrten sich operativ aber einen hohen Grad an Eigenständigkeit.
Im September 1981 hielt Faradsch ein Treffen mit anderen al-Dschihad-Führern ab, bei dem die Ermordung von Staatspräsident Anwar as-Sadat geplant wurde. Faradsch betrachtete Sadat als unrechtmäßigen Herrscher, weil er nicht ausschließlich auf Grundlage der Scharia herrschte. Faradschs Anhänger sahen Sadats Ermordung als notwendiges und angemessenes Mittel zur Errichtung der von ihnen angestrebten Form eines islamischen Staats an. Der Vorschlag zur Ermordung des Präsidenten ging von Chalid Islambuli, einem Leutnant der ägyptischen Armee, aus, den Faradsch bei dessen Stationierung in Kairo sechs Monate zuvor für al-Dschihad geworben hatte. Islambuli war zu einer festlichen Militärparade eingeladen, an der auch der Präsident teilnehmen sollte, und sah darin eine Möglichkeit zur Ermordung des säkularen Staatsführers. Am 6. Oktober 1981 wurde Sadat durch einen Angriff von vier Mitgliedern der Kairoer al-Dschihad-Zelle ermordet. Faradsch wurde kurz darauf inhaftiert und am 15. April 1982 gemeinsam mit Islambuli und drei weiteren Dschihadisten hingerichtet.

## Positionen und Wirkung
Die salafistische Strömung des Islams vertritt die Auffassung, dass es die Pflicht von Muslimen sei, das Handeln des Propheten und seiner Anhänger nachzuahmen und dass mangelnder Eifer in diesem Bereich ursächlich für die Missstände der islamischen Welt verantwortlich sei. Faradsch spitzte diese Position zu und argumentierte, dass Muslime insbesondere die religiöse Verpflichtung zum Dschihad als einem militärischen Kampf gegen die Feinde des Islams vernachlässigt hätten. Faradsch betrachtete den Dschihad (arabisch جهاد ‚Anstrengung, Kampf, Bemühung‘) unmittelbar nach den fünf Säulen als wichtigste Lehre des Islam. Nach Auffassung der englischen Religionswissenschaftlerin Karen Armstrong handelte es sich bei der dschihadistischen Verengung des Islams, die Faradsch propagierte, allerdings um einen „Bruch mit jahrhundertealter islamischer Tradition.“
Faradsch trat für eine individualistische und militärische Auslegung des Dschihad ein. Ebenso wie der einflussreiche fundamentalistische Theoretiker Sayyid Qutb argumentierte er, dass der Dschihad eine „individuelle Verpflichtung“ (fard al-ayn) sei, die jedem Muslim obliege. Er griff nicht-militärische Auslegungen des Dschihad, die ein inneres spirituelles Bemühen als „größeren Dschihad“ deuteten, als Verfälschung der islamischen Tradition an. Zum vorrangigen Angriffsziel des Dschihad erklärte Faradsch lokale Regierungen. Dabei griff er Qutbs Position auf, dass moderne islamische Gesellschaften von „Dschāhilīya“ durchdrungen und in einen Zustand der Unkenntnis wie in vorislamischer Zeit zurückgefallen seien. Unter Rückgriff auf den hanbalitischen Gelehrten Ibn Taimiya machte Faradsch moderne islamische Herrscher, die vom Glauben abgefallen seien, für die Dschāhilīya verantwortlich.
Großen Einfluss erlangte, von Faradsch und Mitautoren verfasste, Schrift Die vernachlässigte Pflicht (al-Farida al-gha'iba, 1981), die ursprünglich unter Faradschs Anhängern kursiert war. Die darin entwickelten dschihadistischen Vorstellungen prägten die Programmatik der islamisch-extremistischen Gruppierungen im Ägypten der 1980er und 1990er Jahre. Der spätere Anführer des Terrornetzwerks al-Qaida, Aiman az-Zawahiri, war ein Freund Faradschs und folgte jahrelang dessen Parole vom Kampf gegen den „nahen Feind“. Faradschs Thesen wurden scharf kritisiert. Gad el-Hak von der Azhar-Universität verwarf Faradschs Etikettierung Sadats als Apostat – „kein Muslim dürfe einen anderen praktizierenden Muslim als Abtrünnigen bezeichnen“ – und hielt Faradsch Fehlinterpretationen des Korans vor, insbesondere des Schwertverses. Andere Autoren zogen Faradschs religiösen Sachverstand in Zweifel, da er studierter Elektrotechniker und kein islamischer Rechtsexperte gewesen sei.